# Jean-Baptiste Grosson
Jean-Baptiste-Bernard Grosson, né le 20 août 1733 à Marseille et mort en mer le 20 décembre 1800 en vue de la côte de Naples, est un notaire et historien français du XVIIIe siècle qui s'intéresse à l'histoire de sa ville natale.

## Biographie
Jean-Baptiste Grosson, après des études de droit, devient notaire royal. Homme cultivé, il entreprend, pour son plaisir, des études d'archéologie. Il s'intéresse beaucoup à l'histoire de sa ville natale, et publie de 1770 à 1791 l' Almanach historique de Marseille. Il se marie en 1761 avec Jeanne Turc. Le couple aura neuf enfants dont Lazare, militaire (1761-1830), Jean-Baptiste né en 1763 et plusieurs filles dont une épousera le notaire Jean-Baptiste Arnaud de Fabre. Il est membre de la loge maçonnique Saint Jean d'Écosse. Il est le parrain et sa femme la marraine de Julie Pellizzone, mémorialiste et fille du peintre Étienne Moulinneuf. 
Jean-Baptiste Grosson est surtout connu pour son ouvrage « Recueil des antiquités et des monuments marseillais qui peuvent intéresser l’histoire et les arts », publié en 1773.
Il ne mérite pas les sarcasmes dont l'accable Augustin Fabre dans son livre Notice historique sur les anciennes rues de Marseille où il dit: « toujours superficiel, c'est dans son imagination aventureuse plutôt que dans les réalités de l'histoire et de la science qu'il (Grosson) fait ses découvertes archéologiques. » Il poursuit en disant : « Grosson qui parle à tout hasard, sans se donner la peine de rechercher les origines dans les chartes et les vieux documents historiques, se trompe... » Enfin au sujet de la rue Négrel il termine en disant : « Grosson est tombé dans une inconcevable erreur au sujet de catte rue, laquelle, suivant lui, tire son nom de la famille Riquetti ».
Michel Clerc dans son livre Massalia commente les origines de la sculpture l'aphrodite à la colombe décrite dans le recueil des antiquités et des monuments marseillais et donne son appréciation sur Grosson : « C'était, il faut l'avouer, un assez piètre archéologue, dépourvu et de l'instruction et de sens critique ; mais, quoique sans doute désireux de pouvoir attribuer à sa ville natale le plus de richesses artistiques possible, il fait de louables efforts pour discerner les monuments provenant vraiment de Marseille de ceux que le commerce y apportait si fréquemment...Malheureusement, malgré toutes ses précautions, il est certain qu'il s'est souvent trompé. »
Pendant la Révolution, il émigra à Malte. 
Il mourut en mer le 20 décembre 1800 en vue de la côte de Naples, Italie.

## Œuvres
- Almanach historique de Marseille, Marseille, chez Jean Mossy, Imprimeur du Roi & de la Marine & Libraire au Parc, (1770-1791).
- Recueil des antiquités et des monuments marseillais qui peuvent intéresser l’histoire et les arts, Marseille, chez Jean Mossy, Imprimeur du Roi & de la Marine & Libraire au Parc, 296 p., (1773).